# 貓之寺的知恩姐
《貓之寺的知恩姐》是日本漫畫家緒城真創作的戀愛漫畫，於小學館旗下青年漫畫雜誌《Big Comic Spirits》連載，自2016年5月9日發行的第24期起開始，連載至2018年10月6日發行的第45期為止，全79話，單行本全9冊。故事以日本鄉下的佛寺為背景，描述青春期少年和年長女性同居的戀愛過程。

## 故事大綱
須田源因為離鄉就讀高中，而寄住在遠房親戚古寺澤知恩管理的佛寺，在源上小學前，曾被託管於寺裡數個月，但他對此的印象十分淡薄。該寺的前任住持是知恩已逝的祖父，而在他逝世後，只剩知恩和祖母同住於寺中。
知恩比源大三歲，一手包辦寺院內的雜務，而源除了協助敲鐘，也幫忙知恩做一些雜事，兩人的互動與相處有著淡淡的曖昧，再加上源和原生家庭的疏離，讓他產生了想長居此處的念頭。此外，寺院裡還養了一隻狗和五隻貓（後來又撿了幼貓，成為六隻）。
開學當日，知恩作為家長出席了開學典禮，因為外表出眾，意外讓源受到班上男生關注，也讓他更快融入班級，之後源加入劍道社，和知恩熟識的傲嬌少女晝間陽子亦是社員，在她和源的關係逐漸變好時，也隱約表現出對其它女性的妒忌。
由於佛寺歸信徒所有，如果知恩不成為住持、或是不與和尚結婚，她和祖母就必須離開寺院。源的班導師流石聰美身兼僧侶，並對知恩有好感。知恩的祖母本想促成兩人姻緣，但知恩決定自己繼承祖父的衣缽。對此事不知情的源以為知恩將與僧侶結婚，並認為自己沒辦法再留在寺院，便對知恩傾訴了自己的感情，但他並不確定這樣的感情是親情抑或愛情。
在源來到當地一年後，源和陽子談及高中畢業後的去向，陽子表示自己會去東京讀大學，考慮到遠距離戀愛的困難，她在向源告白後，便自行宣告這段感情沒有希望。
知恩和陽子都決定了自己的出路，讓源也對自己的未來下定決心，在某次行法事時，知恩的祖母宣告知恩將繼承寺院，而源突然剃了光頭並宣告繼承寺院的意願。知恩起初認為源只是因為愛情而一時衝動，但後來接受並回應了他的心意，並與他約定白頭偕老。兩人的日子恬靜而溫暖，生活平淡而幸福。

## 出版
| 卷數 | 集英社         | 集英社                 |
| 卷數 | 發售日期       | ISBN                   |
| ---- | -------------- | ---------------------- |
| 1    | 2016年8月30日  | ISBN 978-4-09-187770-3 |
| 2    | 2016年11月30日 | ISBN 978-4-09-189237-9 |
| 3    | 2017年2月28日  | ISBN 978-4-09-189370-3 |
| 4    | 2017年6月30日  | ISBN 978-4-09-189509-7 |
| 5    | 2017年10月30日 | ISBN 978-4-09-189640-7 |
| 6    | 2018年2月23日  | ISBN 978-4-09-189798-5 |
| 7    | 2018年5月30日  | ISBN 978-4-09-860016-8 |
| 8    | 2018年9月28日  | ISBN 978-4-09-860077-9 |
| 9    | 2018年12月27日 | ISBN 978-4-09-860152-3 |

## 相關活動
為紀念《貓之寺的知恩姐》單行本第4集發行，官方舉辦攝影比賽，向讀者募集讀者飼養的貓的照片，在經由緒城真和編輯部評選後，獲得「特等獎（漫畫獎）」的貓將被繪製在單行本第4冊中，而獲得「特等獎（精神獎）」的貓將出現在2017年7月3日發行的《Big Comic Spirits》中，此外還有插畫獎、漫畫封面獎、明日寵物獎等各種獎項。官方收到了超過500件以上的報名。
為紀念單行本第5集發行，與同樣描述姐弟戀的漫畫《八雲小姐想要餵食。》合作，將抽出50名讀者贈送獎品。

## 評價
2016年10月的「這本漫畫真厲害！」中，《貓之寺的知恩姐》被列為第8名，評論稱女主角知恩固然相當可愛，但她身旁的貓不但可愛，而且十分寫實，作者非常了解貓的魅力。同年12月，《貓之寺的知恩姐》獲得東京新聞通信社舉辦的「2016 Bros. Comic Award」大獎。

## 外部連結
- 《貓之寺的知恩姐》官方網站介紹（日語）